# Piotr Klepczarek (ur. 1984)
Piotr Klepczarek (ur. 12 lipca 1984 w Olsztynie) – polski piłkarz, występujący na pozycji obrońcy, wychowanek Stomilu Olsztyn, w latach 2022-2024 trener Świtu Szczecin, od 2024 do 2025 trener Warty Poznań.

## Kariera piłkarska

### Kariera klubowa
Karierę rozpoczął w 2001 w Stomilu Olsztyn. W rundzie wiosennej sezonu 2001/02 zadebiutował w I lidze w meczu z Górnikiem Zabrze. Po spadku Stomilu z I ligi, a w kolejnym sezonie z II ligi i wycofaniu się drużyny z rozgrywek podpisał kontrakt z MKS Mława. Z zespołem tym wygrał rozgrywki jednej z grup III ligi w sezonie 2003/04 i awansował do II ligi. Przed kolejnym sezonem podpisał kontrakt z Kujawiakiem Włocławek, który w 2006 przeniósł się do Bydgoszczy i występował jako Zawisza Bydgoszcz SA.
Po rozwiązaniu tego klubu w 2007 podpisał kontrakt z Polonią Warszawą. Po wykupieniu przez Polonię licencji na grę w ekstraklasie od Dyskobolii Grodzisk Wielkopolski i przekazaniu piłkarza wraz z większością pozostałych zawodników dotychczasowego zespołu do IV-ligowych rezerw Polonii podpisał kontrakt z II-ligowym Zniczem Pruszków. W 2010 został zawodnikiem ŁKS Łódź, z którym wygrał I-ligowe rozgrywki w sezonie 2010/11 i awansował do Ekstraklasy. W sezonie 2011/12 na najwyższym poziomie rozgrywkowym rozegrał 23 spotkania i spadł z zespołem do I ligi. Po spadku podpisał kontrakt z Dolcanem Ząbki, w którym występował do 2015.

### Kariera reprezentacyjna
W 2006 zaliczył jedyny występ w reprezentacji młodzieżowej U-21 w przegranym meczu z Węgrami.

## Sukcesy
MKS Mława
- 1 miejsce w rozgrywkach III ligi w sezonie 2003/04

ŁKS Łódź
- 1 miejsce w rozgrywkach I ligi w sezonie 2010/11

Dolcan Ząbki
- Zawodnik jedenastki roku 2015 w I lidze w plebiscycie Polskiego Związku Piłkarzy[7].